# Rue du Chaume
Pour les articles homonymes, voir Chaume.
La rue du Chaume est une rue de Paris aujourd'hui disparue de l'ancien 7e arrondissement de Paris. 

## Situation
Elle allait de la rue des Blancs-Manteaux à la rue des Haudriettes. Actuellement, c’est une portion de la rue des Archives.

## Historique
La rue est la voie principale du quartier de la Ville-Neuve du Temple créé par l'ordre du Temple à la fin du XIIIe siècle.
Des actes la mentionnent dès 1299. La rue butait alors sur l'enceinte de Philippe Auguste, approximativement à l'angle avec la rue de Paradis (actuelle rue des Francs-Bourgeois). Sous Philippe le Bel, une porte, dite de Braque ou de Chaume, est ouverte. La porte est détruite sous François Ier.
Cette rue est dénommée « rue de la Porte-du-Chaume », « rue de la Porte-Neuve » et « rue Neuve-Poterne », « grande-rue-de-Braque », « rue de la Chapelle-de-Braque ».
Elle est citée dans un manuscrit de l'abbaye Sainte-Geneviève de 1450 sous le nom de « rue de Clichon » (Rue de Clisson) en raison de l'hôtel de Clisson qui y est construit en 1380. Cet hôtel est vendu en 1704 à François de Rohan-Soubise et Anne de Rohan-Chabot. Ils y font construire l'hôtel de Soubise. Marie de Médicis attribue des terrains aux pères de la Merci pour y établir le couvent de la Merci à Paris. La maison devient l'une des plus importantes de l'ordre. Le couvent est reconstruit de 1727 à 1737, mais des éléments plus anciens datant du XVIIe siècle sont conservés. L'église est démolie pendant la Révolution française, mais les bâtiments conventuels subsistent.
Elle est ensuite dénommée « rue du Chantier-du-Temple » puis à partir du XVIe siècle, elle est connue sous le nom de « rue du Chaume ».
Elle est citée sous le nom de « rue du Chaume » dans un manuscrit de 1636 dont le procès-verbal de visite indique : « avons veu quantité de boues et immundices ».
La largeur de la rue est fixée à 8 m en 1799 et 11 m en 1837. L'alignement de la rue de Chaume pour former un grand axe traversant Le Marais est déclaré d'utilité publique le 23 mai 1863. Cet alignement est imparfait. La rue est considérablement élargie entre la rue des Blancs-Manteaux et la rue des Francs-Bourgeois (mais les bâtiments aux angles de ces deux rues conservent l'ancien alignement), ainsi qu'entre la rue de Braque et la rue des Haudriettes. Mais la partie centrale conserve sa largeur d'origine, l'ancien couvent (no 45)  ayant été préservé contrairement à son église détruite au no 47. La rue de Chaume qui se terminait au niveau de la  rue Portefoin est prolongée en 1801 jusqu'à l'emplacement de l'ancien enclos du Temple (rue de Bretagne) sous le nom de rue Molay. La rue du Chaume est incorporée à la rue des Archives en 1874, pour la partie comprise entre les rues Rambuteau et des Haudriettes, et en 1890 pour la partie restante.

## Bâtiments remarquables et lieux de mémoire
- Jean-Baptiste Lubin a demeuré dans cette rue.
- Marc-Antoine Charpentier a demeuré pendant 18 ans à partir de l’automne 1669 dans cette rue dans un appartement de l’hotel de mademoiselle de Guise.

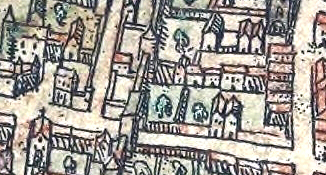
La porte du Chaume vers 1530 (détail du plan de Braun et Hogenberg).
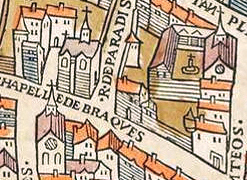
La porte du Chaume n'existe plus en 1552 (détail du plan de Truschet et Hoyau).